# Obelisco conmemorativo de la Batalla de Carabobo
El obelisco conmemorativo de la Batalla de Carabobo o simplemente obelisco de Carabobo fue un monumento conmemorativo que se encontraba en lo que en la actualidad  es el municipio Libertador del Estado Carabobo al centro norte del país sudamericano de Venezuela. Inaugurado en el año 1901 en homenaje a la segunda Batalla de Carabobo en 1821, fue reemplazado por el complejo de monumentos del Campo de Carabobo en 1921 que incluyen el Arco de triunfo de Carabobo.